# Arenas del Rey
Arenas del Rey település Spanyolországban, Granada tartományban. Arenas del Rey Alhama de Granada, Agrón, Cacín, Jayena, Játar és Fornes községekkel határos. Lakosainak száma 610 fő (2024).

## Népesség
A település népessége az elmúlt években az alábbi módon változott:
| Lakosok száma | 1937 | 1979 | 2202 | 2071 | 1981 | 1913 | 1231 | 666  | 624  | 610  |
|               | 2001 | 2004 | 2006 | 2009 | 2011 | 2014 | 2016 | 2019 | 2021 | 2024 |